# Горчевич, Маида
Маида Горчевич (черног. Maida Gorčević, урождённая Шукурица, Šukurica) — черногорский политический и государственный деятель. Член президиума движения «Европа сейчас!». Министр европейских дел Черногории с 31 октября 2023 года. Депутат Скупщины Черногории.

## Биография
Получила высшее юридическое образование.
Работала в издательстве Nova knjiga в Подгорице.
18 декабря 2020 года назначена советником по правам меньшинств председателя правительства Здравко Кривокапича.
По результатам досрочных парламентских выборов 11 июня 2023 года избрана депутатом скупщины Черногории.
31 октября 2023 года назначена министром европейских дел Черногории в правительстве под председательством Милойко Спаича. Сменила Милену Жижич (Milena Žižić), которая исполняла обязанности государственного секретаря Министерства европейских дел с декабря 2022 года после отставки 25 ноября министра европейских дел Йованы Марович.